# Ókori Egyiptom
| km | m | t · niwt |

| km | m | t · niwt |

Az ókori Egyiptom nagy folyam menti birodalom, civilizáció és kultúra volt Északkelet-Afrikában, túlnyomórészt a mai Egyiptom területén. Az Egyiptomi Birodalomban és elődállamaiban (többek között Alsó- és Felső-Egyiptom) létrejött civilizáció és az azt kialakító kultúra a világtörténelem messze leghosszabb életű emberi társadalmát eredményezte, amely több mint négyezer évig folyamatosan fenn tudott maradni alapjaiban szinte változatlan formában a Kr. e. 4. évezredtől egészen a Kr. u. 641-es arab hódítást követő első néhány évszázadig. A birodalom magja a Nílus völgyében terült el, annak középső és alsó szakasza mentén északon a Nílus-delta és a Nílus negyedik kataraktája között, jórészt elzárva más kultúráktól, egyedülálló civilizációt őrizve meg ezzel. A birodalom legnagyobb kiterjedését a Kr. e. 2. évezredben, az újbirodalom idején érte el. Ekkor csaknem az egész Közel-Keletet, a Keleti-sivatagot a Vörös-tengerig, a Sínai-félszigetet, a mai Szudánt és Líbiát is ellenőrizte. Története a Nagada III régészeti kultúra b és c szakaszával, a Kr. e. 33. század vége körül kezdődött a Nílus menti települések fokozatos egyesítésével. Kr. e. 30-ban a Római Birodalom elfoglalta az országot, bár nem ők voltak az elsők, akik megszerezték az uralmat Egyiptom fölött, de ez volt az a hódítás, ami után abban a formában már nem szerezte vissza függetlenségét a terület. A római megszállás alatt az ókori egyiptomi és hellenisztikus kultúra még több mint hét évszázadig meghatározta a Nyugatrómai Birodalom bukásával Bizánc befolyása alá kerülő provincia életét.
Az egyiptomiak országukat számos néven emlegették, de a Kemet, azaz „Fekete Föld” kifejezés volt a legelterjedtebb. A Kemet kifejezés a birodalom szívét alkotó termékeny sávra, a Nílus-völgyre vonatkozott, az azt körülvevő sivatagnak Deseret, vagyis „Vörös Föld” volt a neve.
Az egyiptomi civilizációt és társadalmat egyesek merevnek, arisztokratikusnak, kasztszerűnek; irracionálisnak és a halál szeretetére épülőnek; elmúltnak és távolinak tartják. Ez a kép azonban elnagyolt, egyoldalú és nem fedi a valóságot. Bár az egyiptomiak valóban szinte minden népnél nagyobb hangsúlyt helyeztek a halál kultúrájára, nem volt rájuk jellemző más korabeli népek, például a görögök és a mezopotámiaiak pesszimista életfelfogása: az egyiptomiak sokkal többre tartották az életet a halálnál és sokkal inkább szerették, mint félték isteneiket. Írásuk, a hieroglif írás a történelem egyik legkorábbi írásrendszere, amely a mai modern írásokhoz hasonlóan alkalmas volt az élet legkülönbözőbb területein történő használatra a gazdasági feljegyzésektől a szépirodalomig. Civilizációjuk a maga korában emellett nagyon életteli, változatos, rendkívül sok, meglepően modern kulturális jellegzetességet mutató, és a szoborszerű merevségnél sokkal rugalmasabb volt. Államukat és kultúrájukat történetének jelentős időszakában korabeli szemmel nézve rendkívüli jólét és gazdagság, valamint óriási szellemi fejlettség jellemezte, az emberek – a nők is – a despotizmus ellenére jellegzetesen szabadok és egyenlőek voltak, a családot és a munkát mindennél többre becsülték. A magas szintű, szerteágazó tudomány, a rendkívül jól fölépített közigazgatás, a jól szervezett, tekintélyes hadsereg és a sokszínű, bonyolult kultúra nem egyszer korának csúcspontjára emelte a birodalmat és képessé tette az államot olyan korabeli csúcsteljesítmény-építkezések kivitelezésére, mint a Dzsószer-piramis, a gízai piramisok, a karnaki templom vagy az alexandriai világítótorony. Népének alkalmazkodóképességét, társadalmának rugalmasságát pedig mi sem bizonyítja jobban, mint hogy az évezredek alatt számtalanszor meg tudott újulni és föl tudott emelkedni az országot káoszba döntő zűrzavaros korszakok vagy az azt leigázó hódítók elkergetése után.
Az ókori görögök és más ősi, de az egyiptominál jóval fiatalabb nyugati civilizációk, melyeket ma a modern európai-keresztény és közel-keleti-iszlám kultúrkör alapjainak tartanak, mind Egyiptomot tekintették példaképüknek, tehát a mai emberi civilizáció jelentős része az Egyiptomi Birodalom vívmányain alapszik, és ez tény az élet legkülönbözőbb területein nagyon jól tetten érhető mind a mai napig.

## Földrajz

### Történeti földrajza
Hiszen minden józan ítéletű ember előtt világos, hogy az a föld a folyam ajándéka.
Mintegy ötvenezer évvel ezelőtt Észak-Afrika éghajlata egészen más volt. Ez a jégkorszakok ideje Európában, melynek globális éghajlat-változtató hatása itt (Észak-Afrika) leginkább a sok csapadékban jelentkezett. A mai Szahara helyén fűtenger, erdős ligetek és trópusi dzsungel váltogatta egymást. Sokféle állat élt ott, olyanok, amelyek ma Afrika szavannai részein tanyáznak. Antilopok, zebrák, zsiráfok, majmok, struccok, gepárdok, oroszlánok, párducok, bivalyok és orrszarvúak. Ez időben a Szahara folyamatosan lakott hely volt, vadászó törzsek portyáztak szerte a tájon.
Az egykori szubtropikus Európa hegyeit gleccserek szántották fel, az állatvilág meghátrált a zord időjárás elől, tipikus hidegtűrő növény- és állatfajok terjedtek. Európa – főleg Skandinávia és a Brit-szigetek – területe a hatalmas súly alatt úgy megsüllyedt, hogy a jég elolvadásával, azaz a terhelés megszűntével felemelkedésük ma is tart. A jégsapka és a gleccserek olyan mennyiségű vizet tartottak fogva, hogy a világtengerek szintje leapadt – így juthattak át az első emberek száraz lábbal az amerikai kontinensre.
A Nílusnak akkoriban még rengeteg mellékfolyója volt, a mai víztelen sivatagokban bővizű források fakadtak, és a mai száraz vádik (wâdi) bőséges patakok és folyók medrei voltak. A Nílus magas partjain, a szurdokokban és a völgyoldalakon sűrű erdők váltakoztak kevésbé sűrűekkel, a fennsík cserjés pusztáin bőven akadtak fűevők. A völgy ez időtől már folyamatosan lakott volt, de nem állandó népességgel. A völgybe ereszkedő vadászok nem maradtak sokáig egy helyben a meleg, párás vidéken, ahol rengeteg betegség, ráadásul krokodilok és vízilovak leselkedtek rájuk. A mozgó törzsek csak időnként, rövid időszakokra telepedtek le. A völgy környéke viszont ideális környezetet biztosított a mezolit vadászainak. I. e. 15.000 tájától a Nílus magas partjain már sok állandó település volt.
Legkésőbb tizenegy-tízezer évvel ezelőtt (i. e. IX. évezred), a Dryas-III. periódus után kezdődött a máig is tartó interglaciális, mely nagy változásokat hozott Európa, Afrika, Ázsia érintkező területein éppúgy, mint a világ legtöbb részén.
A Nílus völgyét a folyó bőséges hordaléka feltöltötte, néhány száz méter széles, összefüggő mocsárvidéket alakított ki az első zuhatagtól (mai asszuáni gát) – a teljes hosszon. Vagyis az ókori Egyiptom teljes területén, hiszen e fogalom tulajdonképpen csak a szorosan vett folyamvölgyet takarja.

### Ókori földrajza

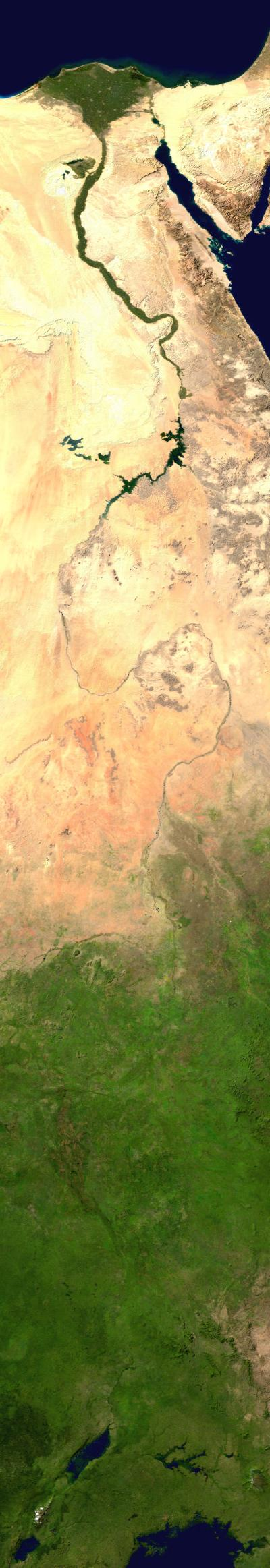
A Nílus környéke napjainkban, műholdfelvétel

A szoros értelemben vett Egyiptom a Nílus első kataraktájától (zuhatagától) a Földközi-tengerig terjedő terület. Északról a Földközi-tenger, délről a Nílus zuhatagai (kataraktái), keletről a Sínai-félsziget és a Vörös-tenger, nyugatról pedig a Szahara határolja. A Nílus rendszeres áradása termékeny iszapréteget terített a folyóvölgyre. Ez az iszap a távoli őserdőkből, az esőktől kimosott elbomlott növényi és egyéb szerves maradványokat, illetve vulkáni eredetű földet tartalmazott, ez adta a termőképességét. Mezopotámiában a folyók mésztartalma nem tett jót a mezőgazdaságnak, Egyiptomban pedig a mai napig élénk mezőgazdaság a nílusi iszapnak köszönhetően, s az öntözés segítségével. Az egyiptomiak már 4000 éve fejlett öntözőrendszereket és gátakat tudtak építeni. Mezopotámiával ellentétben itt nem a folyó szabályozása és az áradás távol tartása volt a cél, hanem épp ellenkezőleg, az áradás által hozott rendkívül termékeny iszap minél teljesebb leülepedése érdekében a kiáradt vizet tartották vissza a földeken. A gátakat és öntözőcsatornákat a települések közösségei hozták létre, majd az egységes Nílus-völgyi állam kialakulása után a közmunkások.
Jól nyomon követhető, ahogy a települések délről észak felé haladva jöttek létre. Ez a folyómeder fokozatos feltöltődésével magyarázható. Legkorábban az első vízesés környéke, a későbbi To-Konszit kerület népesült be. Szuanu (görög Szyéné) városa egyike a legelsőknek, valamint itt található Abu (Elephantiné), Lak (vagy Ai-Lak, Pilak, görögül Phylé) és Nubit (Ombosz) is.
Az ókori Egyiptom két fő régiója a délebbre fekvő Felső-Egyiptom, és a Nílusnak a tengerig tartó legészakibb szakasza, Alsó-Egyiptom. Az utóbbinak alkotta részét a Folyamköznek is nevezett mocsaras Nílus-deltavidék.
Felső-egyiptomi kerületek és fontosabb helységei
- To-Konszit (városait ld. feljebb)
- Honu (vagy Khonu) – Honu (Szilszilisz), Heni (Szpeosz Haremhab)
- Tesz-Hór – Meszen, Debu (vagy Behdet, Deba, Apollinopolisz Magna)
- Tjen – Nehen (Hierakónpolisz), Neheb (Eileithüaszpolisz), Esznet (Eszna), Ta-Szenet (vagy Junit, Latopolisz), Per-Hathór (Pathürisz vagy Aphroditészpolisz), Hefat (Kontra-Pathürisz)
- Uaszet – Dzserit (Tuphium), Junit (vagy On-Resi, Hermonthisz), Uaszet (vagy Wászet, Dioszpolisz hé megalé)
- Hór – Kuszit (vagy Gesza), Gebtiu (vagy Kubti, Koptosz, Apollinopolisz Parva)
- Tarir – Tentarisz (vagy Tarir, Junet, Tentüra), Pa-Nubit
- Haszehoh (vagy Khaszekhoh) – Hut-szehem (vagy Hu, Dioszpolisz Mikra)
- Tjinites – Tin (Thisz), Abdzsu (Abüdosz)
- Apu (vagy Khemi) – Ipu Hemt-Min (Khemmisz Panopolisz), Hut-Repit (Athrübisz), Sui (vagy Sevej)
- Baar – Ré-kereret
- Duf – Sasoptu (Isziu)
- Itef Hont – Sziut (vagy Szaum, Lükopolisz)
- Itef Pohu – Kisz (vagy Kuszit, Guszai)
- Unu – Hatnub (vagy Hetneszut, Alabasztrénon Orosz), Ahet-Aton, Tiroti (vagy Déru), Heszeret, Hmunu (vagy Unu, Hermopolisz Magna), Hor-ver
- Mihi – Monait-Hufu, Panubit (Szpeosz Artemidosz), Noferusz (vagy Nofirusz), Tatehen-Vernahet (Akórisz)
- Uabu – Per-Medzsed (Oxürrhünkhosz), Hbonu (vagy Tajudzsájet, Anküronpolisz, Theodosziopolisz), Kasa (Künopolisz), Hajbom (Hipponom)
- Nuhit Reszi – Hahninszu (vagy Hnész, Hérakleopolisz Magna)

## Történelem

### A civilizáció kialakulása
Az i. e. 5. évezredben virágzó felső-egyiptomi taszai kultúra már érett neolit eszközkultúrával rendelkezett, az emberek háziállatokat tartottak, kőkapákkal művelték a földet.
Az ezzel nagyjából egyidős badari kultúra mintegy előképeként jelenik meg a későbbi jellegzetes egyiptomi kultúrának. Ők dolgozták ki azt a finom ornamentikát, mely a későbbiekben oly jellemző lesz Egyiptomra, náluk található meg először az állatkultusz. Az i. e. 5. évezred végén elterjedt a rézeszközök használata, bár a használt eszközök jelentős része továbbra is kőből készült. Ez az újkőkorszak vége, a kőrézkor (calcholithikum) ideje.
Az i. e. 4. évezred a civilizáció kialakulásának időszaka a Nílus völgyében. Ebben az évezredben a felső-egyiptomi kultúrák következő lépcsőfokának tekinthető a Nagada-kultúra. Más fontos kulturális központok Merimde Beni Szalam (Alsó-Egyiptom), El-Faiyum (Középső-Egyiptom).
Az i. e. 4. évezred második felében kialakult az öntözéses földművelés és az egységes termelésirányítás. Ez utóbbi szükségszerűen vezetett az írás kialakulásáig.
Az i. e. 4. évezred második felében a sumer íráshoz hasonló képírás alakult ki, majd az ezredforduló után ebből stilizált képírás jött létre, amit görög neve után hieroglifáknak hívunk („szent véset”).
Az egyiptomiak magukat két ősi városból, Nehebből (vagy Nekheb) és Nehemből (vagy Nekhem) származtatták, az effajta legendás eredetmondákat a régészeti adatok is megerősíteni látszanak. E városok már az Óbirodalom kezdeti szakaszában is megvoltak. Az egyiptomi „vörös bőrű” nép eredete genetikai szempontból vitatott, lényegében ismeretlen, nyelvüket az afroázsiai nyelvcsaládba sorolják.

### Az ókori egyiptomi történelem szakaszolása

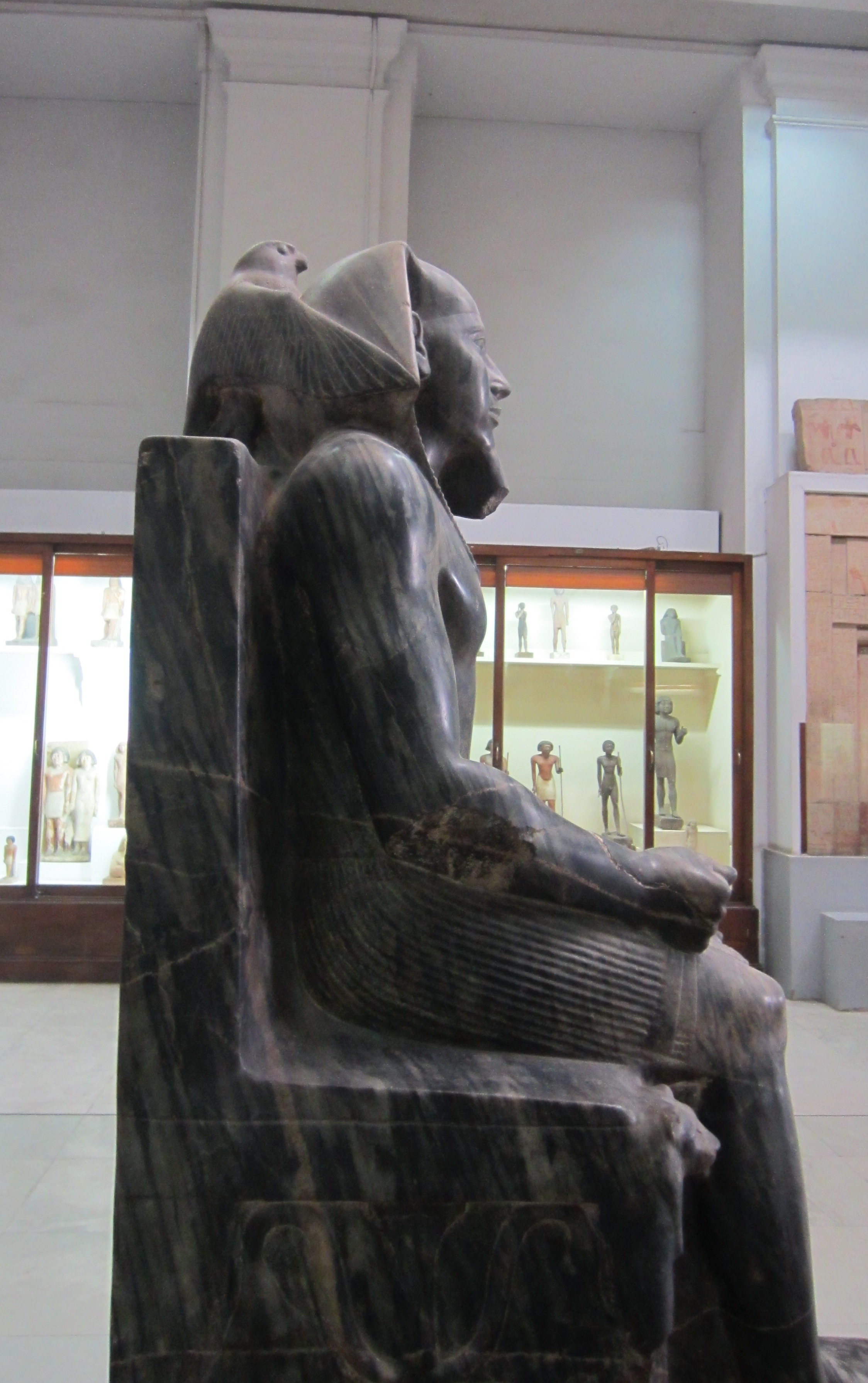
Hafré a sólyommal

Egyiptom az egyik legrégibb ismert írásbeliséggel rendelkező terület, az írás megjelenése természetesen elsődleges fontosságú adatokkal szolgál. Innen ismertek a leghosszabb egybefüggő, illetve részben egybefüggő listák királyok neveivel, uralkodásuk idejével, évenként számba véve azt. Ezek az Évkönyvek, melyek ma is a legfontosabb kronológiai források. E királylisták legalább az i. e. 3100-as évekig visszavezetnek.
Egyiptom kronológiája így a történelemtudomány egyik legmegbízhatóbb korai kronológiája. Azonban több olyan egyiptomi királylistát is ismerünk, amelyek a mai szemmel egyértelműen hibásak. Szándékosan vagy szándékolatlan egyaránt lehet az ilyenfajta feljegyzés, hogy a nevek helytelen sorrendben, sőt kihagyásokkal szerepelnek. Erőszakos hatalomváltás esetén nem egyszer esett meg, hogy az új uralkodó elődjéről (ellenfeléről) minden fellelhető feljegyzést és adatot eltüntetett, hogy többé szó se essen róla. A feljegyzéseket készítőknek is alá kellett rendelniük magukat az uralkodói parancsnak, vagy épp az ilyen múltrombolás miatti forráshiány végett nem tudtak egy-egy korábbi király létezéséről. Ezután viszont semmi biztosíték nincsen arra vonatkozóan, hogy a palermói kő, a torinói királylista vagy bármely más királylista objektív, vagy épp teljeskörű lenne. Az egyiptomi történelem szakaszolása az egyik újbirodalmi uralkodó, I. Széthi (1304–1290) egyik feliratos emlékén bukkan fel. Három királynevet találhatunk kiemelve: Meni (I. dinasztia), II. Mentuhotep (kb. 2061–2010, XI. dinasztia) és I. Jahmesz (1552–1527, XVIII. dinasztia). Ugyanez a metódus megismétlődik a Rámesszeumban, azaz Széthi fiának, II. Ramszesz királynak templomában. Tehát már az óegyiptomi tudatban kialakult az a hármas tagolása a történelemnek, melyeket ma Óbirodalom, Középbirodalom és Újbirodalom néven ismerünk. Eme – az i. e. 14-13. század fordulóján keletkezett, nem kevés ideológiai töltésű – korszakolást használta Manethón, sőt Hérodotosz is. Manethón lelkiismeretes szerző volt, de írásának keletkezése időben nagyon távol esik a korai egyiptomi koroktól, ráadásul műve még az i. sz. 1. század előtt teljesen elveszett. Amit ma tőle ismerünk, csak az őt kivonatoló szerzők töredékeiből származik. E kivonatolók pedig leginkább az anekdotikus részletek iránt érdeklődtek, elhagyva szinte minden fontosnak mondható részletet.
Széthinél Mentuhotep és Jahmesz személye a fennálló rendszer legitimizálásának eszköze. Listáján mindhárom kiemelt uralkodó olyan, aki valamilyen módon saját erejéből vívta ki hatalma elismerését, vagyis a szakrális királyság folyamatosságának időnkénti megszakadására hívta fel a figyelmet.
Az újkori egyiptológia kezdetben nemigen tudott mihez nyúlni, csak Hérodotosz művéhez, és Manethón néhány töredékéhez, melyek utalásokban maradtak fenn, valamint a hieroglifák megfejtése után a templomfeliratok csatlakoztak ehhez. Így szinte természetes, hogy Széthi korszakolása átkerült az egyiptológiába is, sőt még ma is azt a dinasztia-számozást és -beosztást használjuk, amit Manethón hagyott ránk. Azóta – az ismeretek bővülésével együtt – mindössze annyi változás történt, hogy az Óbirodalomról leválasztották az ún. archaikus kort (I-II. dinasztia), mely egyre nyilvánvalóbban különült el az Óbirodalom klasszikus korától, az egyes szakaszok közé két „átmeneti időszakot” iktattak be, valamint a Széthit nem sokkal követő időt késői kornak nevezték el (XXI-XXX. dinasztia).

### Korai dinasztikus kor (I.-II. dinasztia)
A felső-egyiptomi predinasztikus kultúrák egyik legfontosabbika a Nagada II. A Nagada I még éppolyan szekuláris jelenség, mint a többi egykorú. Utódja, a Nagada II viszont már erős terjeszkedést mutat. Úgy tűnik, a Nagada II – vagy a befolyása alatt álló terület – alkotta a felső folyamvölgyet egyesítő első államot, vagy államkezdeményt. Az i. e. 4. évezred végén a folyamvölgyben kialakult és lassan megszilárdult az államszervezet. A déli részeken több központtal korai államok jöttek létre, valószínűleg Nehem (vagy Nekhem), Neheb (vagy Nekheb) is ezek közé tartoztak. A Hérodotosz által Ménésznek nevezett Meni, a felső-egyiptomi király i. e. 2900 körül, északi riválisait legyőzve egyesítette a két területet és létrehozta az I. dinasztiát. E király az egyiptomi feliratokon szereplő Narmer vagy (Hór-)Aha királlyal is azonos lehet, az egyiptológia néha Aha-Meninek is nevezi.
A kereskedelem egyre távolabbi vidékeket hálózott be. A Nílus-völgyben Szudánból származó elefántcsont, ébenfa, és a Sínai-félszigetről érkezett réz volt található. A Folyamközben kaukázusi obszidiánt is találtak. A kereskedelem és az intenzív földművelés lehetővé tette immár a nagy vagyonok felhalmozását. A csere, a terményfelesleg és az anyagi javak egyéb magánformái már a legkorábbi időkben rablóháborúkhoz vezettek. A magántulajdonban levő tárgyak egyre értékesebbek lettek, ezzel egy időben egyre inkább kifizetődővé vált a háborúk indítása ezen javak megszerzésére. Az egyes települések közti vitás kérdések elrendezésére is a fegyveres megoldás látszott a legcélszerűbbnek, a haszon tripla: a legyőzött város javainak megszerzése, az emberek munkaerejének megszerzése, valamint a művelhető földterület bekebelezése. A társadalmi osztályok elkülönülése ilyen körülmények között szükségszerű, s a Folyamközben és Nílus-völgyben körülbelül egy időben végbe is mentek. A földművelés irányítása, az öntözés megszervezése és a katonai védelem mind olyan tényezők, mely valamiféle irányító réteg kiválasztódását sürgette.
Ez az a kor, melyet John Keegan hadtörténész a preheroikus és heroikus hadviselés közti fordulópontként jelöl meg, amikor a nézeteltérések nem érnek véget a senki földjén rendezett erődemonstrációkkal, hanem az ellenséges erők végleges letöréséig tartanak. Ugyanakkor természetesen állandó hadseregnek nyoma sincs, sőt nem is lesz egészen a XVIII. dinasztia koráig. A hadsereg nem más, mint tőrrel, bárddal felszerelt közmunkás-sereg, azaz a földművelő parasztság alkalmi sokasága. Ez időben a földművesek irányítását békében és háborúban egyaránt ugyanazon a személyek intézték.

### Óbirodalom (III.-VI. dinasztiák)

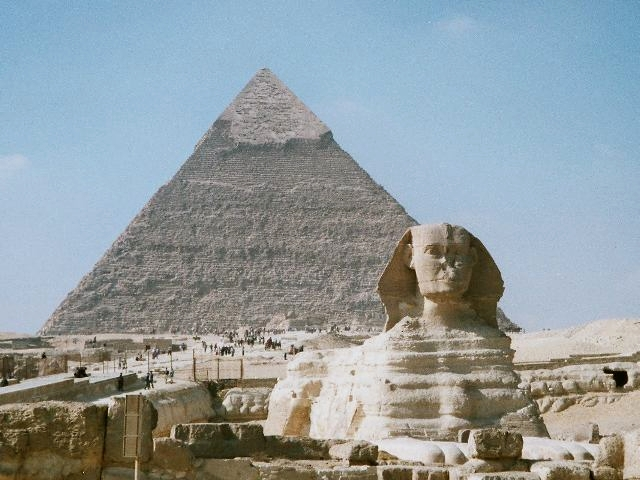
Hafré piramisa és a nagy szfinx (mindkettő az óbirodalom idején épült) Gízában, Kairó mellett

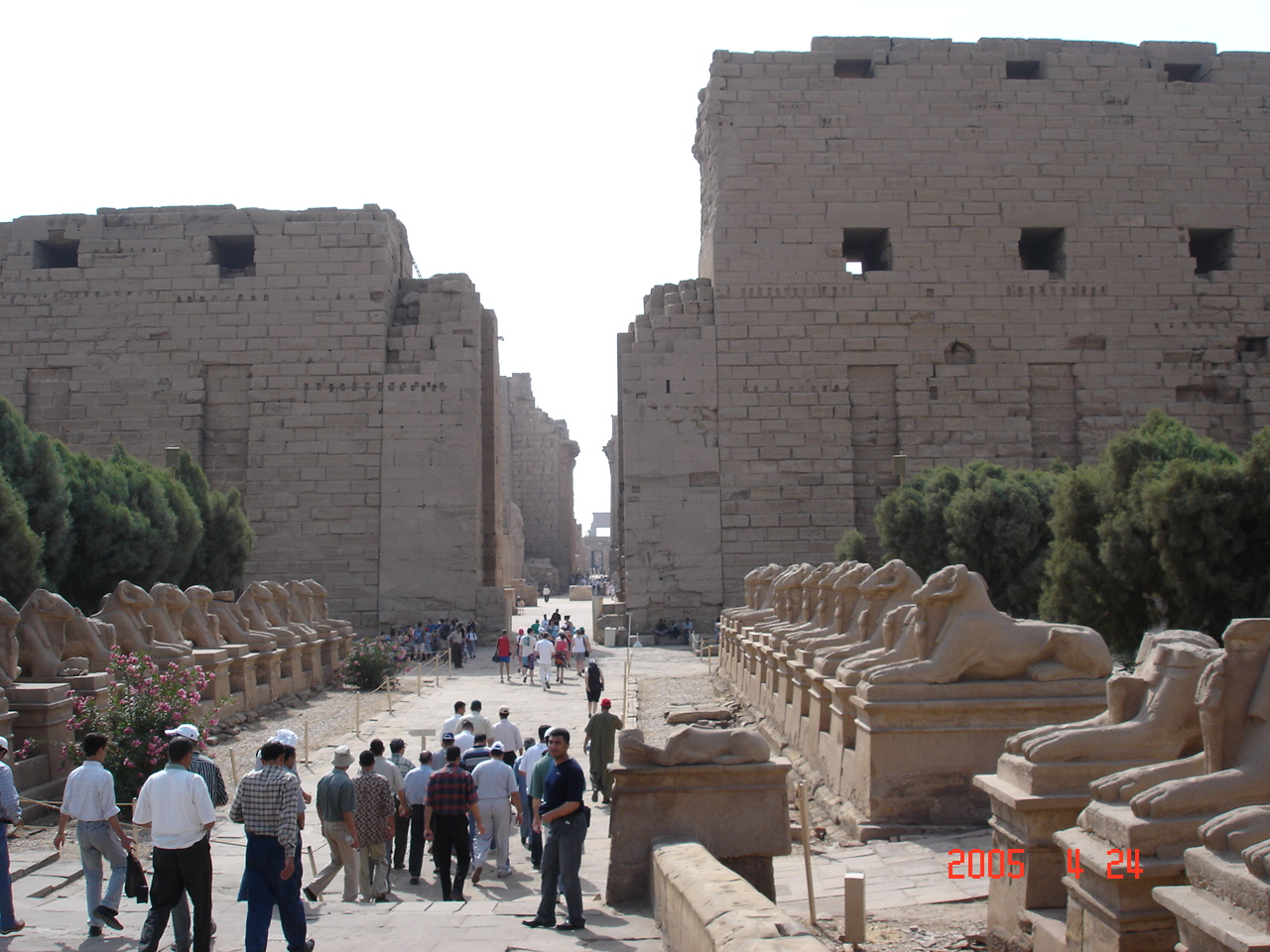
A karnaki templom főbejárata

Az Óbirodalom ideje i. e. 2700 és 2200 közé tehető. Ebben az időszakban az egyesült ország a fáraók korlátlan uralma alá került. Az egész országban isteni eredetűnek tekintették a fáraót, akinek hatalma a papságra és a hivatalnokok rétegére támaszkodott.
Az uralkodók ekkor kezdtek el piramisokat építeni. A III-IV. dinasztia nagy piramisépítő fáraói: Dzsószer (főépítésze: Imhotep), Sznofru (vagy Sznofrev), Hufu (vagy Khufev, Kheopsz), Hafre (vagy Rakhef, Kephrén).
Az északi mocsárvilág (a Nílus-deltavidék) benépesítése és lakhatóvá tétele ez időben is folyamatosan zajlott. Az uralkodók falvakat telepítettek a királyi birtokokon. Egyedül Sznofru 35 új kolóniát hozott létre itt.

### Első átmeneti kor (VII.-XI. dinasztiák)
Az i. e. 22. században véget ért az Óbirodalom, az egyiptomi állam első fénykora, kezdetét vette az ún. első átmeneti kor (VII-X. dinasztia), melynek során Egyiptom két részbirodalomra és számos független fejedelemségre esett szét.
A korszak megnevezése egyesek szerint nem a legmegfelelőbb jelző. Hahner Péter például ezt írja: „Átmeneti kor… van-e ennél semmitmondóbb elnevezés?”.

### Középbirodalom (XI.-XII. dinasztiák)
Ez az időszak i. e. 2060 és 1780 közé tehető.
Felső- és Alsó-Egyiptomot a XI. dinasztia uralkodója, II. Montuhotep egyesítette újra az i. e. 21. század végén, Théba városából kiindulva, az Amon-papságra támaszkodva. Az egység és a politikai bázis még nem volt szilárd, ahogy azt IV. Montuhotep uralkodásának eseményei mutatják. A XII. dinasztia uralkodói alatt jött létre a tulajdonképpeni középbirodalom. A XIII-XIV. dinasztia korában, az i. e. 18. században ismét megszűnt a folyamvölgy egysége.
A Középbirodalom alatt a fáraó tekintélye még mindig jelentős volt, de az államszervezetben a papi és hivatalnoki réteg erős befolyásra tett szert, és a nomoszok (tartományok) vezetőinek súlya is megnőtt.
A társadalom fontos változása volt, hogy megjelennek a kézművesek és kereskedők, akik a tevékenységükkel hatottak a gazdasági életre. Gazdasági fejlődés indult meg, amelyet a központi hatalom a dél felé (Nílus mentén) irányuló területszerzésekre használt fel.
Ekkor lépett be Egyiptom a bronzkorba.

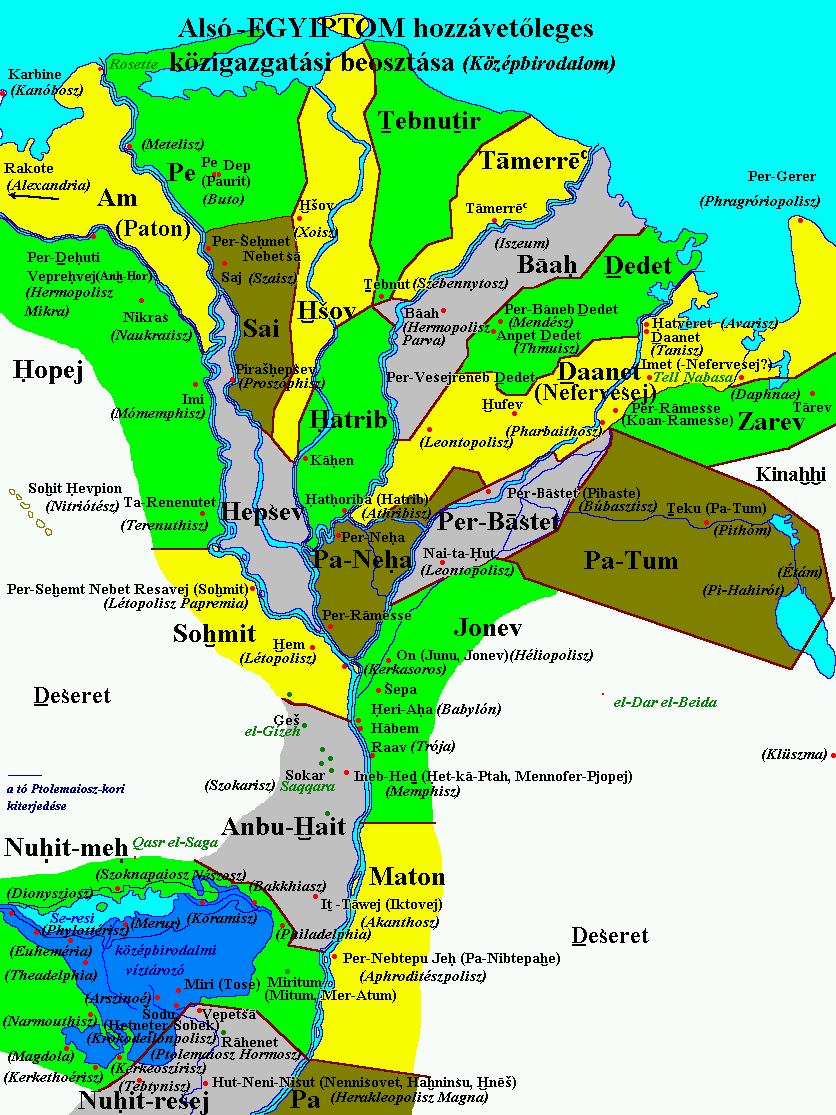
Alsó-Egyiptom szepatjai a Középbirodalom idején

### Második átmeneti kor (XIII.-XVII. dinasztiák)
A XIII. dinasztia második korszaka, valamint északon az ezzel egyidejűleg uralkodó XV-XVII. dinasztiák uralma a második átmeneti kort jelentette.
A válságot fokozta a hükszoszok támadása, akik az i. e. 17. században elfoglalták Egyiptom északi részeit. A zsidók egyiptomi tartózkodását egyes történészek az ország hükszoszok általi megszállásával hozzák kapcsolatba, ezen elmélet szerint a zsidók velük együtt sodródtak Egyiptomba. Az egyik hükszosz uralkodó, Jakubher neve mindenesetre feltűnően hasonlít a bibliai Jákobra.

### Újbirodalom (XVIII.-XX. dinasztiák)
Ideje: ie. 1550 és 1000 között.
Théba uralkodójának az i. e. 16. században sikerült az általuk meghonosított harci szekér fegyvernem alkalmazásával kiűznie a hükszoszokat Egyiptomból és újraegyesítette az országot. Létrejött az újbirodalom.
Társadalmi-politikai változások: a hivatalnoki arisztokráciát felváltotta a katonai arisztokrácia. A papi arisztokrácia egyre nagyobb befolyását IV. Amenhotep (Ehnaton) fáraó új isten, Aton kultuszával próbálta megtörni sikertelenül (Amarna-reform), II. Ramszesz pedig az uralkodó istenítésének népszerűsítésével.
Tutanhamon uralma alatt megkezdődött Egyiptomban a IV. Amenhotep Amarna-reformja utáni restauráció. Ő volt az ókori Egyiptom XVIII. dinasztiájának egyik utolsó fáraója, aki kb. i. e. 1335 és 1325 között uralkodott, de mivel fiatalon került trónra, helyette más nagy hatalmú személyek, mint Ay és Horemheb irányították az országot.
Megjelent az ekés földművelés, a saduf (gémeskútszerű vízemelő szerkezet), elkezdődött a juhtartás és a tevetartás. A lótenyésztés is terjedt, de csak a harci szekerek elé fogva hasznosították az erejét.
Az iparban már ismerték a vasat, de még mindig jelentős volt a kőeszközök használata, amelynek készítésében az egyiptomi kézművesek sokkal magasabb szinten álltak bármely más kultúránál. A vas a vaskor kezdeti fázisában még puha és törékeny szerszámanyag volt, az edzési eljárások megismerésével vált jó eszköz-alapanyaggá. Ekkor a hettita vasmonopólium azért jelentős, mert a hettiták olcsón és nagy tömegben készíthettek olyan eszközöket és fegyverzetet, amely csak alig rosszabb a drága bronznál. Új építőanyagként megjelent az égetett tégla.
A hódítások során (Palesztina és Mezopotámia egy része is a fáraó uralma alá került) sok hadifogoly érkezett Egyiptomba, közülük kerültek ki a házi rabszolgák.
A Ramszesz nevű fáraók uralma (a ramesszida kor) az egyiptomi állam utolsó fényes korszaka volt. II. Ramszesz alatt érte el a birodalom legnagyobb kiterjedését. Uralma után, az i. e. 11. századtól kezdve, megkezdődött a hanyatlás kora.
|  |  |

### III. átmeneti kor (a hanyatlás kora (XXI.-XXVI. dinasztiák)

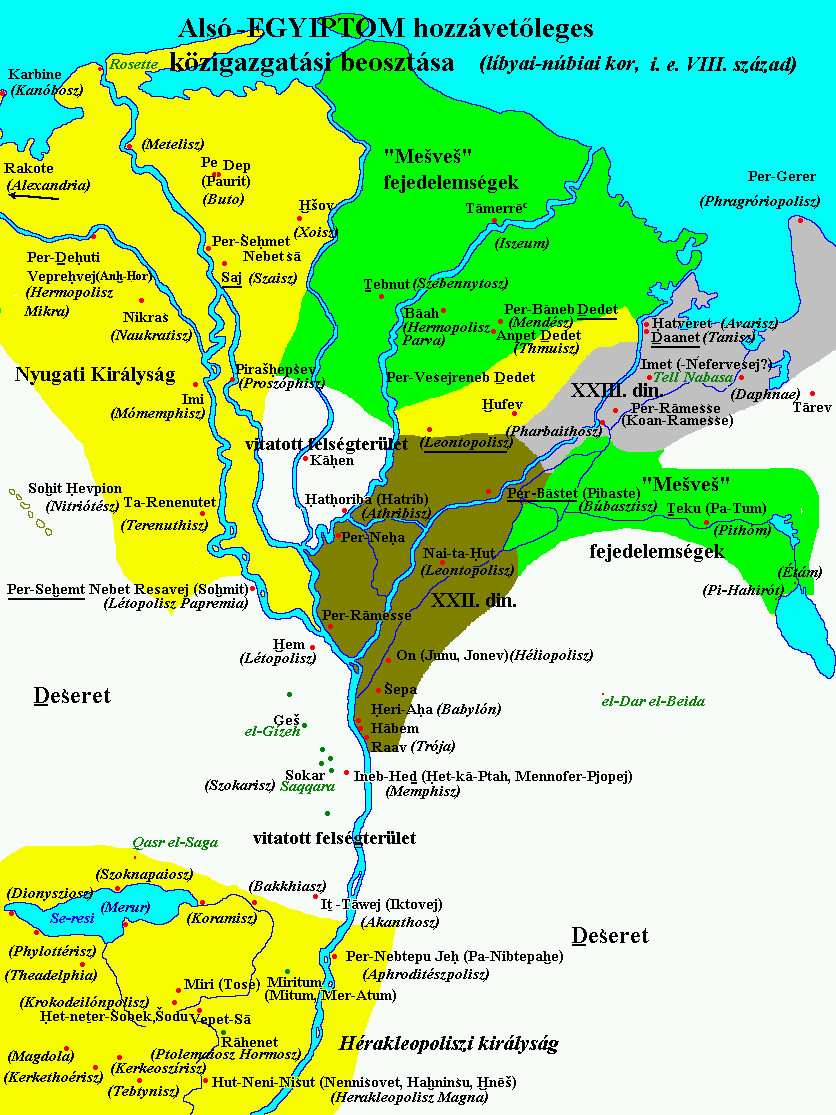
A líbiai kor közigazgatási térképe

A hanyatlás közvetlenül azzal kezdődött el, hogy az Amon-papságból származó Herihor (i. e. 11. század), aki Théba főpapja volt, elszakította Felső-Egyiptomot az országtól, és ott egy főpapok vezette államot szervezett. Ezzel a fáraó tekintélye és befolyása visszaesett.
A tengeri népek hadjáratait líbiai és núbiai támadások követték, majd az ország az i. e. 7. századra az asszírok (Assur-ah-iddína és Assur-bán-apli), majd i. e. 525-től a II. Kambüszész vezette perzsák, i. e. 332-ben pedig a III. Alexandrosz vezette makedónok uralma alá került. Ekkor Egyiptom csak e birodalmak egyik tartománya volt.

### Hellenisztikus kor (késő kor: XXVII.-XXXI. dinasztiák)
Nagy Sándor i. e. 323-as halálakor Ptolemaiosz nevű hadvezére volt Egyiptom kormányzója, aki kezdettől fogva önálló hatalom kiépítésére törekedett. I. e. 305/304 során vette fel a királyi címet, követve a többi diadokhosz példáját. A Ptolemaidák birodalma történetük során több más területet is magában foglalt (Küréné vidéke, szíriai-palesztinai területek, hellaszi birtokok, Ciprus), de központjuk mindvégig Egyiptom, fővárosuk pedig a korabeli világ egyik legnagyobb városa, Alexandria maradt. A dinasztia első uralkodói (II. Ptolemaiosz Philadelphosz, III. Ptolemaiosz Euergetész) alatt, azaz nagyjából az i. e. 3. század során a birodalom minden szempontból a fénykorát élte, azonban a századforduló után a trónharcok, a lázadások és a Szeleukida Birodalom támadásai jelentősen meggyengítették a monarchiát, ami kiszorult Európából és Ázsiából.
Egyiptom mindinkább hajdani kereskedelmi partnere és szövetségese, a Római Köztársaság befolyása alá került. Az egyre terjeszkedő birodalom állandó piacot jelentett Egyiptomnak, és segítséget is nyújtott a támadók megfékezéséhez, azonban az i. e. 1. századra a kiszolgáltatottság egyértelművé vált: XII. Ptolemaiosz Aulétész (i. e. 80–51) már évekig küzdött azért, hogy Róma országa bekebelezése helyett elismerje uralmát, de még így is el kellett fogadnia Küréné és Ciprus provinciává szervezését. A római polgárháborús időszakban uralkodó utolsó Ptolemaida, VII. Kleopátra előbb Julius Caesar, majd hadvezére, Marcus Antonius szeretőjeként tudott rövid időre nagyobb befolyást szerezni, de végül Kr. e. 30-ban Antonius riválisa, az Augustusként uralkodó Octavianus legyőzte és öngyilkosságba kergette a két szeretőt.

### Római kor
Egyiptom meghódítása a Római Birodalom számára mind belpolitikai, mind külpolitikai szempontból szükségszerű volt. Egyiptom biztosította, még szövetségesként, Róma gabonaellátását, ezzel a városi plebejus réteg féken tartását, azonkívül az utolsó Földközi-tengeri nagyhatalom volt, amely nem hódolt be Rómának, és megtörte a Mare Nostrum („A mi tengerünk”) koncepcióját. Meghódítása után Augustus egy lovagrendű tisztviselőre (praefectus Aegypti) bízta a fontos tartomány irányítását, és az itt állomásoztatott három legio parancsnokai (praefecti legionum) is a lovagok közül kerültek ki. A senatorok beutazását külön engedélyhez kötötték. A ptolemaida flottát a rómaival egyesítették, és alexandriai classis néven a római gabonaellátásban játszott továbbra is fontos szerepet.
Egyiptomi lakos legfeljebb a kerületi sztratégoszságig vihette, de ez is csak abban az esetben történhetett meg, ha görög volt.Egyiptomiaknak a felsőbb osztályokba emelkedését gyakorlatilag kizárták azzal, hogy a római polgárság alapfeltételévé tették az alexandriai polgárság elnyerését (Caracalla császár i. sz. 215-ben az összes egyiptomit kitiltatta Alexandriából). Caracalla i. sz. 212-ben rendeletet hozott (Constitutio Antoniniana), miszerint a birodalom összes szabad polgárát megilleti a római polgárjog, ennek kiegészítései szerint azonban az egyiptomiak kimaradtak. A rómaiak a vallás területén is nehéz helyzetbe hozták Egyiptomot. A templomi vagyont megnyirbálták, a papi tisztségeket gyakran a legtöbbet ígérő pályázónak adták el, valamint előny volt, ha a jelölt római polgárjoggal is rendelkezett.
Rómától való távolsága miatt kevés császár utazott ide, azonban ők rendbe tetették Egyiptom infrastruktúráját, templomokat építtettek vagy hozattak rendbe (pl. Hadrianus császár Karnakban).

## Társadalom

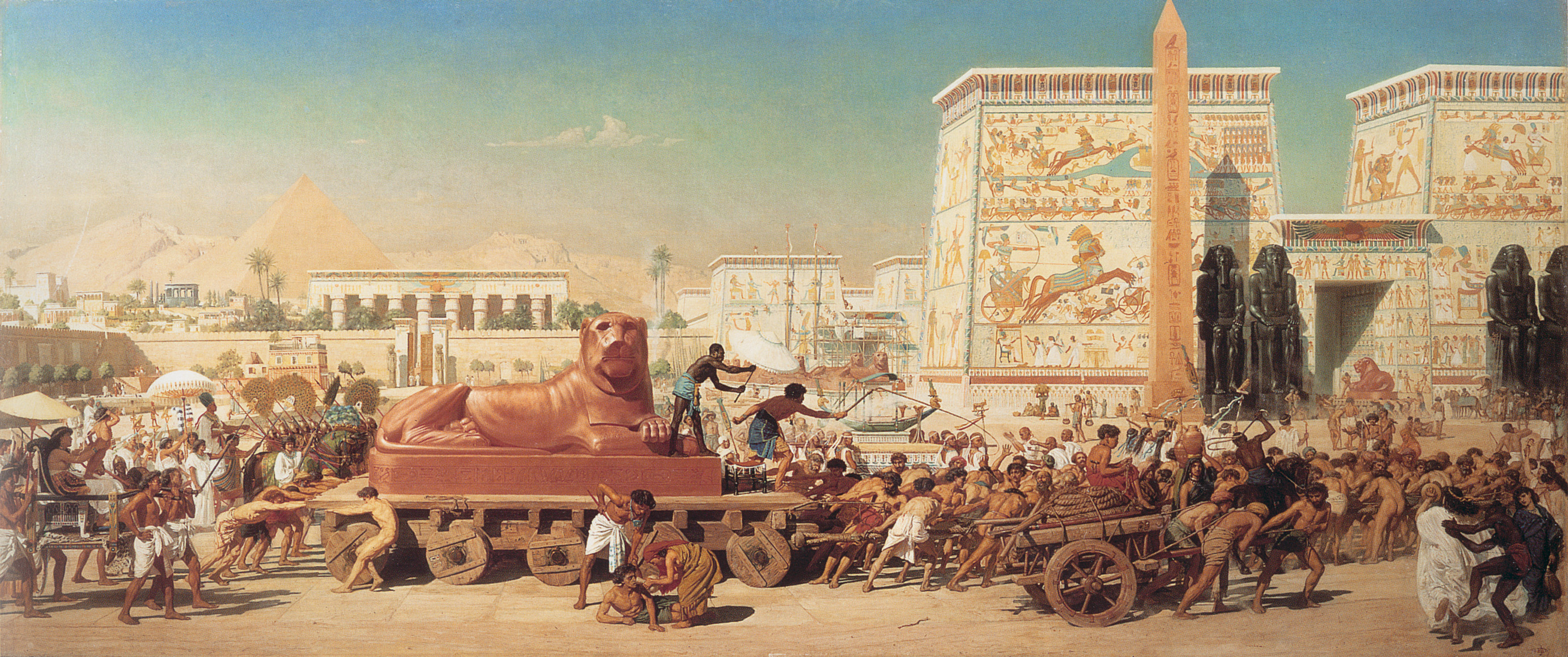
Edward Poynter: Építkezés az ókori Egyiptomban (1867, festmény)

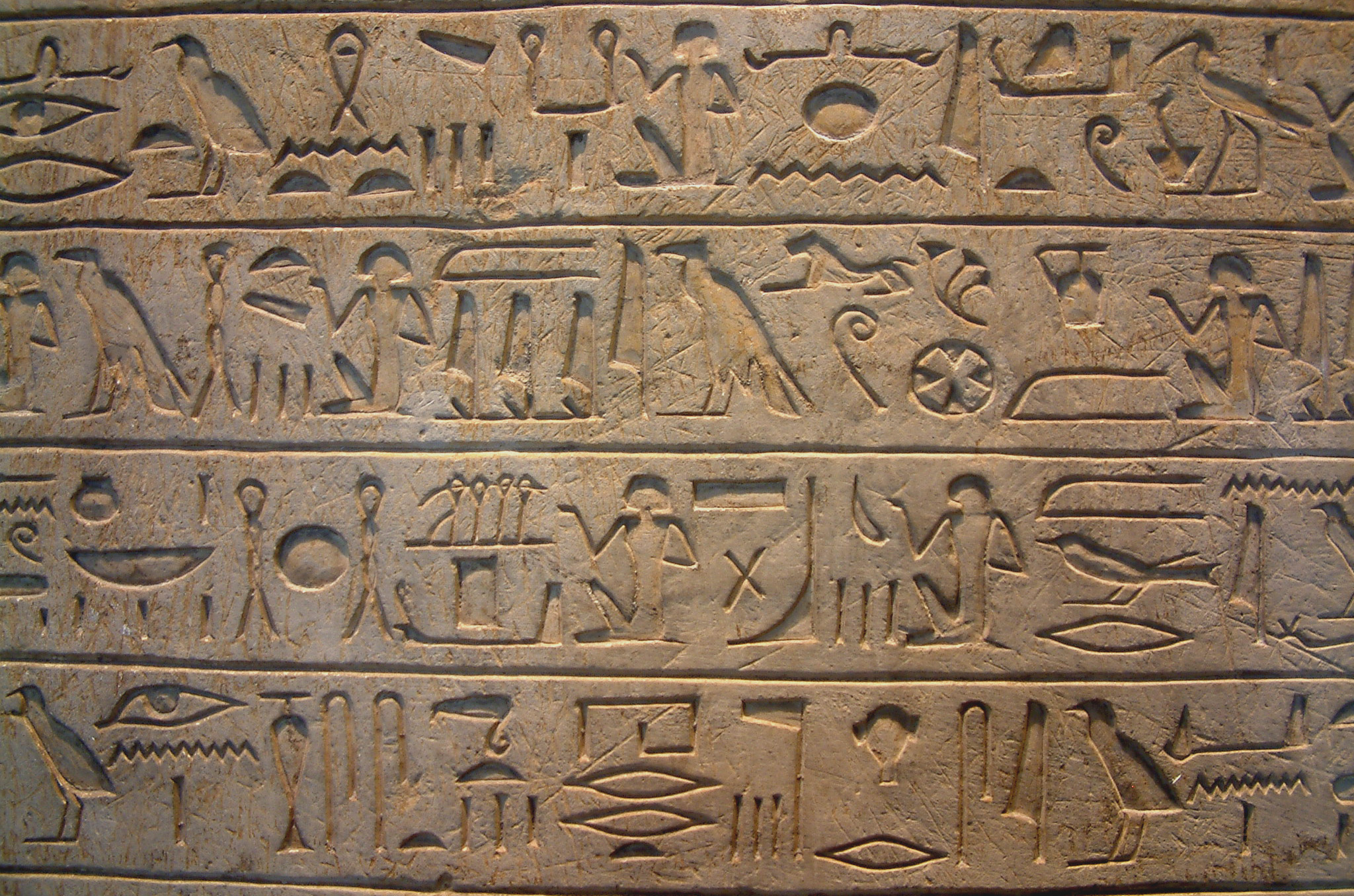
Kőbe vésett hieroglifák

Az Egyiptomi állam (társadalom) élén a király, a fáraó állt. Őt a Napisten (Ré) fiának tartották, aki korlátlan hatalommal rendelkezett. Elnevezése a Per Aa („nagy ház”) kifejezésből alakult ki.
A fáraó után rangban a főpapok, hadvezérek és a tartományfőnökök következtek. Az egyiptomi társadalom életének meghatározói a papi hivatalnokok voltak. Az Óbirodalomban, közelebbről a III-IV. dinasztia fordulóján alakult ki a papi réteg, az egyes istenek fennhatósága alá rendelt közfeladatokat ellátók vezetőit ruházták fel papi címmel. A papság mint társadalmi réteg csak a IV-V. dinasztia fordulóján tűnt fel. Ők a kiváltságos sírkerületek vezetői voltak. Az ő feladatuk volt a halál utáni életbe vetett hit ápolása.
A papok után a társadalmi rangsorban a hadsereg katonái következtek, mivel ők védték az országot és a fáraót, ők őrizték a belső rendet és ők hódítottak meg idegen területeket. Az Óbirodalom hadserege még éppúgy közmunkás parasztokból állt, mint a piramisépítők sokasága. Hadjáratok alkalmával összehívták őket, ahol megkapták fegyverzetüket. Az Óbirodalom korában a katonai pálya nem volt elismert, mivel háborúk is alig voltak. A Középbirodalom harcosa még mindig gyalogos katona, nyíllal, parittyával, lándzsával és harci bárddal felszerelve. Ez időben a hadvezérek már fontos posztokhoz juthattak, de külső fenyegetés hiányában a hadsereg még mindig másodlagos tényező volt.
Fontos szerepet töltött be az állam életében az írnok. Az írnokok képzése korán, ötéves korukban kezdődött; az oktatás szigorúságát jellemzi az a ránk maradt közmondás, miszerint „a fiú füle a hátán van, akkor figyel, ha verik”. A tanárok a templom papjai voltak, és az „Életház írnoka” címet viselték. A leendő írnokok az iskolában elsőként a hieratikus írást sajátították el, majd a hieroglifákat, mindkettőt sok-sok gyakorlás útján, olyan szövegek másolása által, melyek ismerete egyúttal a szükséges műveltséget is biztosította és erkölcsi útmutatásul is szolgált (közkedveltek voltak például a régi bölcsek intelmei). Számtalan órát eltöltöttek valódi és kitalált levelek fogalmazásával, hogy megtanulják a helyes címeket és megszólításokat.
Az Újbirodalom hadseregében már megjelent a harci szekér. Fontos szerepet töltöttek be a núbiai fekete bőrű alakulatok, akik többnyire íjászok voltak, mellettük a tengeri népek egyik törzse, a sardana zsoldosok jelentősek. A kézművesek (iparosok) a nagy építkezések kulcsemberei voltak. Értettek az építészethez, a szobrászathoz, a papirusz- és fegyverkészítéshez, az agyag-, bőr- és famegmunkáláshoz. Alkotásaik ma a világ múzeumainak féltett kincsei. A szabad parasztok adták a közrendűek zömét. A földművelés, csatorna- és gátépítés, piramisok, templomok és városok építése egyaránt az ő feladatuk volt.
A klasszikus kor társadalmi ranglétrájának legalján a rabszolgák álltak. A piramisok építésekor a rabszolgák száma csekély volt (magában az építésben nem is vettek részt!). Az újbirodalmi hódító és védekező háborúk idején nagy számban ejtett hadifoglyokból rabszolgák lettek, számuk ekkor jelentősen megemelkedett. Velük végeztették el a legnehezebb, legpiszkosabb munkákat. A művelt, írni és olvasni tudó, a művészetek valamelyik ágához értő rabszolgákat viszont képzettségüknek megfelelő munkára alkalmazták. A rabszolgák értékét piaci áruk szabta meg. A XX. dinasztia idején rabszolga még mindig csak uralkodó háztartásában és a papi birtokokon jelent meg. A fontosabb munkákat végző mesterek a királyi udvar rabszolgáit vehették igénybe a mindennapi ház körüli teendők elvégzésére.

### Adminisztráció
A fáraó az ország abszolút uralkodójaként névlegesen a királyság és minden erőforrása felett teljhatalmat gyakorolt. Ő volt a hadsereg főparancsnoka és a kormányzat feje. A fáraó parancsait országszerte hivatalnokok hajtották végre. A legmagasabb rangú hivatalnok a vezír volt, aki a fáraó képviselőjeként a királyság mindennapi igazgatását felügyelte; ő koordinálta a földméréseket és az adózást, a kincstárat, az építkezéseket, a jogrendszert és az irattárat. A központi kormányzat alatt az ország nomoszoknak nevezett közigazgatási régiókra osztott, ebből legfeljebb 42 volt a királység történelme során. A nomoszok élén a nomarkhészek álltak, akik a vezírnek tartoztak felelősséggel.
Jelentős adminisztratív – és gazdasági – hatalommal a templomok is bírtak. A templomok nem csak saját vagyonukat menedzselték, hanem a királyét is, ezáltal kulcsfontosságú szerepet játszottak mint a központi hatalom képviselői a királyság különböző pontjain. A predinasztikus és korai dinasztikus korban, valamint az óbirodalom idején a templomok szerepét többnyire mezőgazdasági központok játszották, ám az első átmeneti kor végére a templomok lettek dominánsak mint a királyi hatalom jelképei és birtokosai. A fáraók a templomokban nyújtottak munkalehetőségeket az akörül élő módosabb családok tagjainak, akik így vagyonukat és pozíciójukat a fáraónak köszönhették és neki tartoztak hűséggel.

## Gazdaság
Az Egyiptomi Óbirodalomban Egyiptom két része megfelelően kiegészítette egymást. Jelentősen fejlődött az ipar, legfőképpen a kőfeldolgozás, a papirusznád feldolgozása, valamint az agyag-, bőr-, és ékszeripar.

### Növényi és ásványi nyersanyagok
A szükséges nyersanyag jelentős részét külföldről szerezték be. Rezet és türkizt a Sínai-félszigetről hoztak, ritka köveket a Nílus távolabbi vízeséseitől, elefántcsontot, olajat, tömjént és különböző vadállatbőröket az Egyiptomról délre fekvő területekről. A fa és a gyanta egyre gyakrabban volt jelen a II. dinasztia középosztálybeli temetkezésein, ebből arra következtethetünk, hogy élénkült a kereskedelem a libanoni térséggel.

### Áru- és pénzforgalom
Az Óbirodalom még csak a cserekereskedelmet ismerte. A későbbi pénz, a sati itt még csak elméleti értékmérő volt, csak tételesen bizonyította, hogy a vevő megkapja a megfelelő ellenértéket.
Az Óbirodalom kereskedelme királyi monopólium volt, ami egyfelől gátolta a pénzforgalom kialakulását, másfelől a naturális gazdálkodás elterjedéséhez és rögzüléséhez vezetett. Ez valószínűleg fontos szerepet játszott az Óbirodalom gazdasági összeomlásában, amikor olyan országban törtek ki éhínségek, amelyben nagyjából 16 millió ember eltartásához elegendő terményt állított elő legfeljebb nyolcmillió ember.
A Középbirodalomban fellendült a kereskedelem. Kréta és Egyiptom jelentős áruforgalmára utal, hogy Egyiptomban az agyagedényeken és a fazekasipar termékein égei hatású elemeket találhatunk. Krétán is több Egyiptomban készült tárgy került elő. Az Újbirodalomban jelentősen fejlődött a gazdaság több területe, így az állattenyésztés és az ipar is. A naturális gazdálkodás további erősödése dacára élénkült a belső kereskedelem és megjelentek a kereskedők. Pénzként az ezüstöt használták. Az árukat továbbra bis árura cserélték, de értéküket „pénzben” fejezték ki. Például a XVIII. dinasztia idején 2,5 deben (1 deben 91 gramm ezüsttel volt egyenlő) két borjú és két tehén értékének felelt meg. Egyiptom gazdasági életére szinte mindvégig a naturális gazdaság volt a jellemző; a piaci árutermelés szűk keretek között mozgott.
A belső kereskedelem az Újbirodalomban sem fejlődött tovább. A kisebb-nagyobb gazdaságok önellátóak voltak és a termékeket nem kereskedőktől, inkább árucserével szerezték be. A pénz csak nagyobb mennyiségű vagy értékesebb áruk cseréjénél kapott szerepet. Alapegységét, a debent, 10 kedetre és 12 satira osztották. A mai értelemben vett pénzérmék csak a Kr. e. 4. században jelentek meg és kerültek forgalomba. Az értékviszonyok változását a kereskedők a gyakorlatban nem vették figyelembe. Amikor két értékes áru gazdát cserélt, mindkettőnél azok pénzértékét vették figyelembe, ám a piaci cseréknél pénz nem mozgott. Az árak Egyiptomban hosszú ideig változatlanok maradtak, aminek okaként azt említhetjük, hogy nem a piacra termeltek. A Kr. e. 13-11. században kitört gazdasági krízis hatására az élelmiszerek ára emelkedett. III. Ramszesz uralkodása alatt egy zsák búza értéke 1,3 deben volt, VII. Ramszesz alatt már 4 deben, az árpa pedig 8 debenbe került. Az aratás előtti időszakokban előfordult, hogy 3-4-szeresére is nőtt ez az ár. Az árak az általános áruhiányt vagy -bőséget és a gazdaság állapotát tükrözték.

### Közlekedés
A Birodalom tengelye földrajzi, gazdasági és kulturális értelemben egyaránt a Nílus volt, ennek megfelelően a személy- és áruforgalom legalkalmasabb útvonala is. Ennek megfelelően a közlekedést és a szállítást is „hajózásnak” nevezték — egy ideig még az után is, hogy az i.e. 2. évezredben megismerték a tevét, illetve a lovat és kocsit, ezekkel pedig a szárazföldi közlekedést.
A hajók és egyéb vízijárművek építését — akárcsak az építészet fejlődését — nagyban meghatározta az általános fahiány. A ritkásan növő fák (akác, tamariszkusz, gránátalma stb.) a száraz éghajlaton göcsörtösek és csenevészek maradtak; anyaguk gerendák és deszkák készítésére nem volt alkalmas. Ennek megfelelően a köznapi forgalomban használt tutajokat és csónakokat sással kötegelt nádból készítették. Papiruszból idővel nagyobb hajókat is építettek, és egy ilyen (Ra-II nevű) rekonstruált járművel Thor Heyerdahlnak 1970-ben az Atlanti-óceánt is sikerült átszelnie.
Már az i.e. 3. évezredben készítettek hajókat fából is; ezek alakja a papiruszhajókét másolta. A helyi faanyag sajátosságaihoz alkalmazva ezeket 14–15 cm vastag, rövid lécekből állították össze úgy, hogy a hajóknak megfelelő gerendák hiányában nem volt gerince. A szomszédos deszkákat változatos alakú csapokkal és különféle kötésekkel kapcsolták egymáshoz, a réseket növényi rostokkal tömítették. A héjazat felső pereme alatt a hajótest két oldalán egymással szemben kiluggatták a deszkákat, és ezekbe a lukakba merevítő keresztrudakat illesztettek. Erre a fektették a fedélzet pallóit. Azokat ugyancsak rögzítették egymáshoz és a hajtóesthez, amivel tovább szilárdították annak szerkezetét. A tengerjáró vagy nagy terheket (obeliszkeket, kőtömböket) szállító hajókon még egy merevítő szerkezetet használtak. Ez egy vastag kötél volt, aminek egyik végét a hajó orrához, a másik végét a tathoz rögzítették. Az eredetileg laza kötél alá a jármű középvonalában 4–7 kurta, villás végű oszlopot állítottak, majd a kötelet az erre rendszeresített rövid farudat csavargatva a lehetőség határáig megfeszítették, a feszítő rudat pedig az árbóchoz rögzítették. Ez a kötél akadályozta meg, hogy az erős hullámzás leszakítsa a hajó orrát, illetve tatját. Az árbóc bipod, azaz kétlábú volt; a magas és keskeny, négyszögletes hátszélvitorlát alul és felül egy-egy keresztrúdhoz kötve feszítették ki. A felső rudat kissé el tudták forgatni, hogy oldalszélben is haladhassanak. A típus egyik legrészletesebb ábrázolása Szahuré fáraó sírkamrájában került elő.
A vitorla mellett az egyiptomi hajósok megőrizték a rövid kézi evezőket, majd áttértek a gúzsevezők használatára. Eleinte ez utóbbiakkal is állva eveztek, de idővel áttértek az ülő helyzetre.
Gerinccel merevített hajókat az i.e. 2. évezredben kezdtek építeni, miután elkezdtek Föníciából cédrusfát, illetve abból készült gerendákat importálni. Az egyiptomi hajózás fénykorát Hatsepszut fáraó alatt élte (Punt-expedíció). Az egyiptomi flotta megerősödött, aminek jeleként III. Ramszesz a Nílus-deltai csatában le tudta győzni a tengeri népek szövetségét. A hadihajók felépítése jól rekonstruálható a fáraó Medinet Habuban álló halotti templomának képeiből.

## Hadviselés

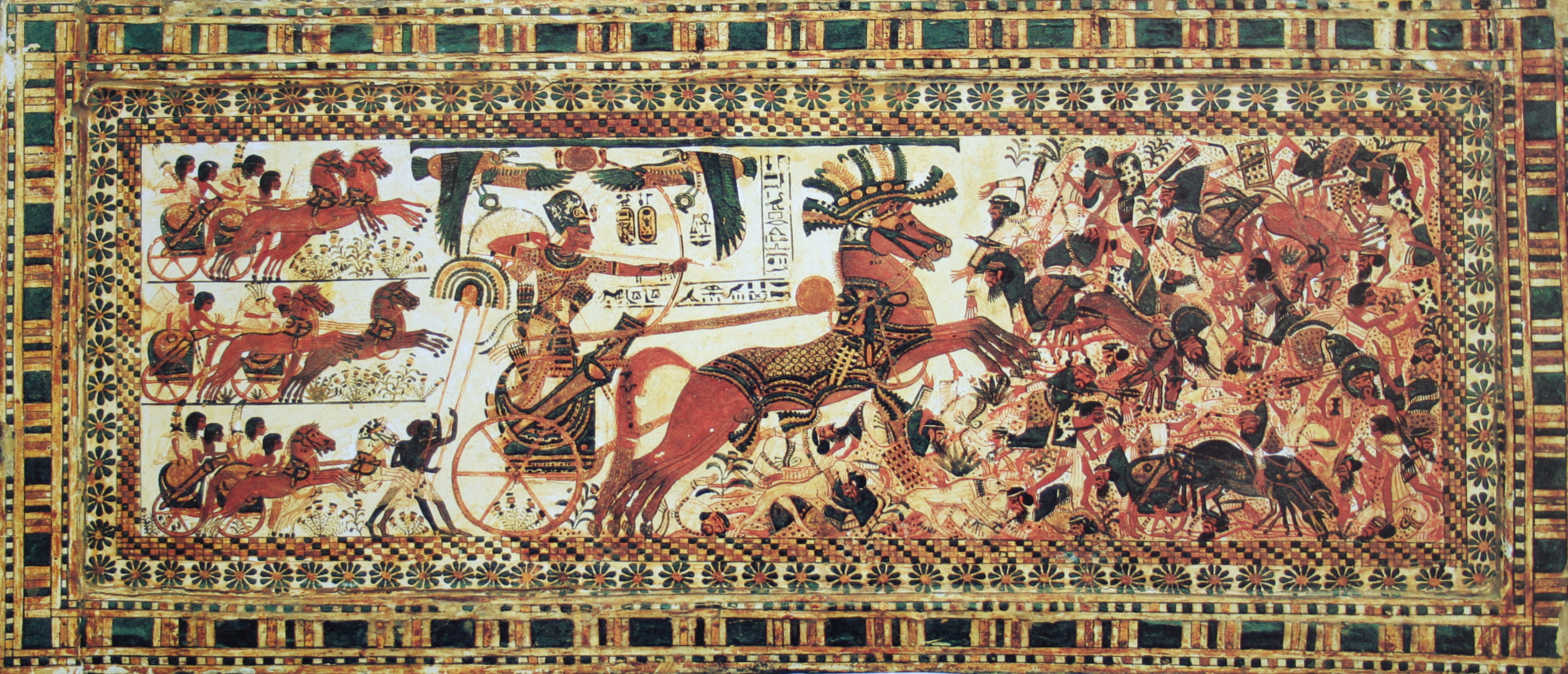
Tutanhamon harci kocsiján katonai hadjáratot vezet.

Az ókori egyiptomi hadsereg több szerepet játszott. Elsődleges feladata az ország külső veszélyektől való védelme volt. Ezenfelül a fáraók a hadsereggel hódító háborúkat indítottak délre Núbiába és északkeletre Levantébe, majd azzal biztosították az elfoglalt területek feletti fennhatóságukat. A haderő védte a Sínai-félszigetre és más régiókba küldött bányászati expedíciókat és tartotta fenn a keresdelemi utakat és határokat őrző katonai erődítményeket. A királyság történetének elején nem rendelkezett állandó szervezett hadsereggel, arra csak az újbirodalom (i.e. 16–11. század) idejétől van bizonyíték.

## Kultúra
| Nyelv és írás - Egyiptomi nyelv - Egyiptomi írás - Írásbeliség az ókori Egyiptomban Tudomány - Tudomány az ókori Egyiptomban - Ókori egyiptomi naptár |  | Művészet - Az ókori Egyiptom művészete - Gízai piramisok - Az egyiptomi piramisok tipológiája - Az egyiptomi piramisok listája - Ókori egyiptomi irodalom Egyéb - Ókori egyiptomi vallás |